# Johannes Peltret
Johannes Emil Max Peltret (* 28. März 1890 in Frankfurt (Oder); † nach 1945) war ein deutscher Sanitätsoffizier, SS-Führer und Ärztefunktionär.

## Leben
Johannes Peltret war der Sohn des Fabrikbesitzers Emil Peltret. Nach Ablegung des Abiturs in Frankfurt (Oder) 1908 trat er Ende März 1908 in die Kaiser-Wilhelm-Akademie für das militärärztliche Bildungswesen. Nach Studienende und am 4. Mai 1914 mit der Note „sehr gut“  erfolgter Approbation nahm er am Ersten Weltkrieg teil. Er erhielt das Eiserne Kreuz und das Ehrenkreuz für Frontkämpfer. Nach Kriegsende wurde er am 13. Februar 1920 zum Dr. med. promoviert und zum Stabsarzt befördert. Danach war er weiterhin militärärztlich tätig, da er 1928 zum Oberstabsarzt befördert wurde. In der Weimarer Republik waren seine Forschungsschwerpunkte Sportphysiologie, Bakteriologie und Hygiene. Seit 1926 gehörte er der Deutschen Gesellschaft für Rassenhygiene an.
Zu Beginn der Zeit des Nationalsozialismus war er als Oberfeldarzt der Reichswehr in Stettin eingesetzt. Er verfasste u. a. antisemitische Artikel für medizinische Fachzeitschriften. Anfang Juni 1935 wurde Peltret Schulungsleiter sowie stellvertretender Leiter an der neueröffneten Führerschule der Deutschen Ärzteschaft in Alt Rehse und wurde für diese Tätigkeit vom Dienst bei der Reichswehr im Rang eines Oberstarztes beurlaubt. Bereits sein Antrittsvortrag in der Führerschule „Der Arzt als Führer und Erzieher“ betonte im Sinne der NS-Gesundheitspolitik den Vorrang der Volksgemeinschaft vor dem Individuum und die Pflicht zur Erbgesundheitspflege. Peltrets Schulungen basierten auf dem NS-ideologisch basierten Leitbild, dass der Arzt im NS-Staat als weltanschaulicher Lehrer sowie Erzieher fungiert. Neben Vorträgen zu „Führertum und Führeraufgaben des deutschen Arztes“, „Die Nationalsozialistische Weltanschauung“ und „Der Arzt als Erzieher“ referierte er unter anderem auch über „Kriegssanitätsdienst“, „Kampfgaschemie und Heeressanitätswesen“ und „Sanitätstaktik“ sowie „Gasschutz“.
Durch den Reichsärzteführer Gerhard Wagner wurde er bereits 1936 in die Reichsärztekammer berufen, wo er bis Dezember 1940 tätig war. Peltret wurde im April 1936 Mitglied des Nationalsozialistischen Deutschen Ärztebundes, am 31. August 1937 beantragte er die Aufnahme in die NSDAP und wurde rückwirkend zum 1. Mai desselben Jahres aufgenommen (Mitgliedsnummer 5.018.336). Darüber hinaus gehörte er der NS-Volkswohlfahrt und dem NS-Altherrenbund an.
Nach dem Überfall auf Polen folgten Kriegseinsätze vom 27. Oktober 1939 bis 18. Dezember 1939 und 18. Mai 1940 bis 25. Juni 1940. Peltret wurde mit dem Eisernen Kreuz 2. Klasse (November 1939) und dem Eisernen Kreuz 1. Klasse (Juli 1940) ausgezeichnet.
Im Dezember 1940 übernahm Peltret auf Weisung des Reichsärzteführers Leonardo Conti den Posten des geschassten Leiters der Führerschule der Deutschen Ärzteschaft Hans Deuschl. Er blieb bis mindestens 1943 in dieser Funktion. Mitte Dezember 1941 wurde Peltret als SS-Standartenführer in die SS übernommen (SS-Nummer 459.461). Nach Kriegsende 1945 lebte er in Bad Salzuflen.